# Wolrad Huxholtz
Wolrad Huxholtz (* 11. Juli 1618 in Lippstadt; † 5. April 1671 in Kassel) war ein deutscher Arzt und Chirurg, fürstlich hessischer Leibarzt in Kassel und bekannt für eines der ersten Lehrbücher für Geburtshilfe in deutscher Sprache.

## Leben
Wolrad Huxholz wurde am 11. Juli 1618 in Lippstadt geboren. Seine Eltern Rütger Huxholtz, zu diesem Zeitpunkt „Stadtphysikus und Chirurgus“ in Lippstadt, und Elisabeth Färber waren eine der wenigen reformierten Familien in Lippstadt. Nach Schulausbildung durch Privatlehrer und an Lippstädter Schulen sollte Wolrad H. 1638 zunächst auf die Universität nach Rinteln gehen, musste aber wegen der Kriegsunruhen nach Groningen ausweichen. 1642 wurde der fertig studierte Arzt Stadtphysikus in Lennep, kehrte jedoch bereits nach einem Jahr wegen einer Erkrankung des Vaters nach Lippstadt zurück. Ab 1644 nahm Huxholtz, gefördert von Landgräfin Amalie Elisabeth von Hessen-Kassel, ein weiteres Studium in Padua auf. Nach Abschluss desselben traf er im August 1647 den Landgrafen Wilhelm VI. von Hessen-Kassel in Paris, der sich dort im Rahmen seiner „Grand Tour“ aufhielt. Nach Rückkehr des Landgrafen im Februar 1648 nach Kassel wurde Wolrad Huxholtz offiziell zum Leibmedicus ernannt. Im selben Jahr heiratete er Susanne Teymann, Tochter des Bürgers in Frankfurt a. M. Peter Teymann. Das Paar hatte vier Söhne und zwei Töchter, von denen jedoch nur zwei Söhne, Wolrad und Johann Ludwig, das Erwachsenenalter erreichten.
1659 wurde Huxholtz zum außerordentlichen brandenburgischen Leibarzt außer Haus ernannt. 1662 erwarb er das Bürgerrecht in Kassel. Nach dem Tod seiner Gönnerin Amalie Elisabeth sowie dem Wilhelms VI. im Jahre 1666, diente er nun Wilhelm VII. Diesen begleitete er 1669/70 auf dessen „Grand Tour“, so wie er schon den Vater begleitet hatte. Nach Stationen in den Niederlanden und Großbritannien hielten sich der 19-jährige Landgraf und sein Gefolge 1670 in Paris auf. Dort erkrankte Wilhelm schwer und starb schließlich an einem Fieber. Selber gesundheitlich angeschlagen starb Wolrad Huxholtz nach der Rückkehr nach Kassel am 5. April 1671.

## Wirken
1652 erschien in Kassel Huxholtz’ wichtigstes Werk, der Unterricht der Hebammen, eines der ersten in deutscher Sprache verfassten Lehrbücher für Geburtshilfe. U.a. wird darin zum ersten Mal die „innere Wendung“ schriftlich beschrieben, bei der eine Schlinge um die Füße des Kindes gelegt wurde, um es in eine günstigere Lage zu drehen.

## Schriften
- Unterricht der Hebammen. Kassel 1652.